# Frankopanski kaštel u Ogulinu
Frankopanski kaštel je renesansna utvrda u gradu Ogulinu u Karlovačkoj županiji. 
Tlocrt građevine je u obliku nepravilnog četverokuta, a po svom sadržaju pripada tipu renesansnog kaštela. Ogulin je nastao oko kaštela, kojeg je izgradila plemićka obitelj Frankopan krajem 15. stoljeća. Točno vrijeme nastanka ogulinske utvrde nije utvrđeno, no poznata je isprava Bernardina Frankopana koju je izdao u svom gradu Modrušu oko 1500. godine, kada je novosagrađenom gradu Ogulinu označio granice između Modruša i Vitunja.
Kaštel je sagrađen u blizini Đulina ponora, koji je ponor rijeke Dobre u središtu Ogulina. 
Bernardin Frankopan dao je sagraditi ovaj kaštel. U to vrijeme bio je jedan od najmoćnijih ljudi u Hrvatskoj, velikaš, vojskovođa, diplomat i mecena, pripadnik roda knezova Frankopana. Kao moćan i ugledan aristokrat, bio je nositelj borbe za opstanak hrvatskog naroda na prostorima ugroženima turskom najezdom.
Kaštel je odigrao veliku ulogu u razvoju sadašnjeg Ogulina.
Danas je u kaštelu Zavičajni muzej otvoren 1967. godine. Ima nekoliko zbirki: arheološku, etnografsku, starog oružja, spomen-sobu Ivane Brlić-Mažuranić, planinarsko-alpinističku, te izložbu akademskog slikara Stjepana Galetića podrijetlom iz Ogulina.